# Ga đường sắt Hán Khẩu
Ga đường sắt Hán Khẩu (giản thể: 汉口站; phồn thể: 漢口站; bính âm: Hànkǒu zhàn) là một trong ba nhà ga chính ở thành phố Vũ Hán, thủ phủ của tỉnh Hồ Bắc của Cộng hòa Nhân dân Trung Hoa. Nó nằm trong khu vực của thành phố thường được gọi là Hán Khẩu (nghĩa là một phần của thành phố phía bắc sông Dương Tử và sông Hán Thủy), mặc dù cách trung tâm lịch sử của Hán Khẩu khoảng một quãng đường khá dài (vài km) về phía bắc.

## Lịch sử

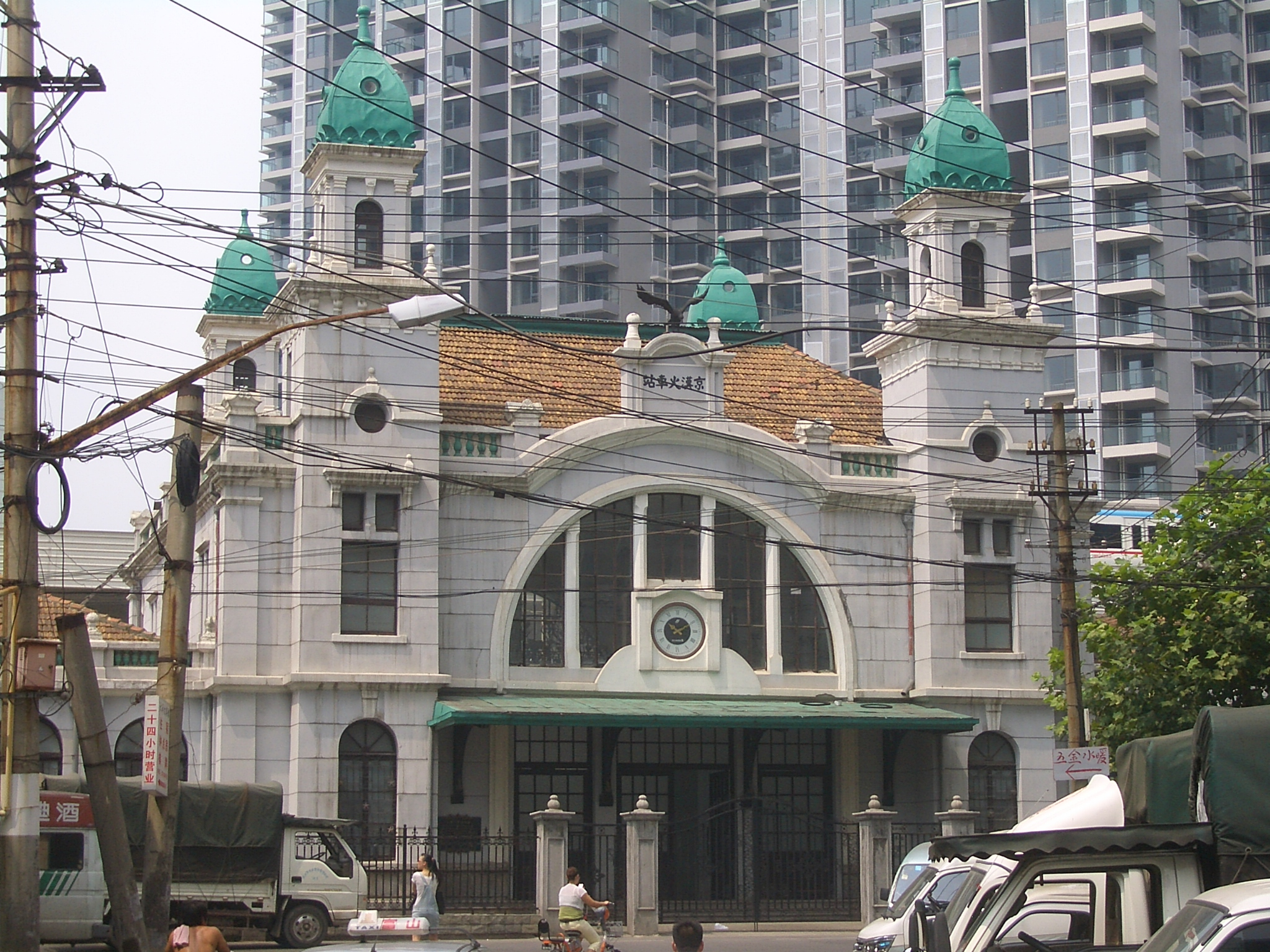
Ga Dazhimen cũ (大智门火车站), ga cuối của tuyến đường sắt Hán Khẩu -Bắc Kinh. Được xây dựng trong các năm 1900-1903, nó đã bị đóng cửa vào năm 1991, sau khi khai trương nhà ga Hán Khẩu hiện tại

Khi tuyến đường sắt Kinh Hán từ Bắc Kinh đến được Hán Khẩu vào đầu thế kỷ 20, bến cuối của nó là ga Hankou Dazhimen (大智门火车站), nằm ngay bên ngoài bức tường của thành phố cảng Hán Khẩu nhộn nhịp. Năm 1991, nhà ga cũ đã bị đóng cửa và các dịch vụ được chuyển đến nhà gaHán Khẩu hiện tại, nằm xa hơn về phía bắc từ trung tâm Hán Khẩu.
Ga đường sắt Hán Khẩu đã kết nối với Tàu điện ngầm Vũ Hán vào ngày 28 tháng 12 năm 2012, với việc khai trương Tuyến 2 của hệ thống tàu điện ngầm của thành phố.
Vị trí của nhà ga gần chợ bán buôn hải sản Huanan có thể đã góp phần vào sự lây lan của coronavirus Vũ Hán. Vào ngày 23 tháng 1 năm 2020, nhà ga đã bị đóng cửa, cùng với tất cả các cơ sở hạ tầng giao thông khác trong thành phố, do sự bùng phát của coronavirus Vũ Hán. Biện pháp chưa từng có này trong lịch sử loài người được gọi là phong tỏa Vũ Hán năm 2020.